# K136 Kooryong
K136 Kooryong (K136 '구룡') – południowokoreański system artylerii rakietowej obejmujący wieloprowadnicową wyrzutnię rakiet zamontowaną na podwoziu kołowym, produkowany przez koncerny Daewoo Heavy Industries oraz Hanwha. Został opracowany w latach 70. XX wieku i wdrożony do Sił Zbrojnych Korei Południowej w 1981 roku.

## Historia
Prace projektowe nad nowym systemem rakietowym zostały rozpoczęte przez południowokoreańską Agencję Rozwoju Obronności w 1973 roku jako odpowiedź na pozyskanie przez Koreę Północną sowieckich systemów BM-21 Grad. Testy został ukończone w 1978 roku, a trzy lata później na uzbrojenie została przyjęta pierwsza wersja oznaczona K136. W latach 1987–1991 wprowadzono do służby ulepszoną wersję o oznaczeniu K136A1, w której zastosowano wyrzutnię ze stali nierdzewnej oraz nowy mechanizm hydrauliczny. Pojazd wraz z wyrzutnią produkowały zakłady Daewoo Heavy Industries, a rakiety Hanwha.

## Charakterystyka
System wykorzystuje jako nośnik licencyjną amerykańską ciężarówkę KM809A1 w układzie 6x6. Posadowiono na niej 36-lufową wyrzutnię rakiet w kształcie prostokąta po dziewięć luf w jednej linii w czterech rzędach, która może się obracać w pełnym zakresie wokół własnej osi. Pełne przeładowanie zestawu trwa 10 minut. Wozy amunicyjne, wspierające system artyleryjski, są oparte na tej samej ciężarówce i przewożą zapas 72 pocisków. 
Wykorzystywane są następujące rodzaje rakiet:
- K30 – podstawowa rakieta o długości 2,4 m i wadze 54 kg, może posiadać dwa typy głowic: HE (oznaczenie K37) i fragmentowaną HE z około 16000 stalowych kulek (oznaczenie K38); jej zasięg maksymalny to 23 km[5];
- K33 – ulepszona rakieta o długości 2,54 m i wadze 64 kg, przenosi takie same głowice, jak K30; jej zasięg maksymalny to 36 km[5];

## Użytkownicy

### Obecni
- Korea Południowa – 150 sztuk[6]
- Egipt – 36 sztuk, zakupione w 2004 roku[7]

### Niedoszli
- Filipiny – 22 sztuki miały zostać przekazane w formie donacji filipińskiej armii do czerwca 2022 roku[8]; według bloga MaxDefence Filipiny anulowały donację i wyraziły zainteresowanie nabyciem w zamian nowszych systemów artylerii rakietowej[9]